# 欧蒙
欧蒙（法語：Hautmont，法語發音：[omɔ̃]；含义均为“高山”）是法国上法蘭西大區北部省的一个市镇，位于该省东部，属于埃尔普河畔阿韦讷区和莫伯日城市公共社区。

## 地理
欧蒙（50°14'53"N, 3°55'28"E）面积12.27 平方千米，位于法国上法蘭西大區北部省，该省份为法国最北部的省份及最长的省份，西北濒北海，西接加来海峡省，南至埃纳省和索姆省，东与比利时接壤。
与欧蒙接壤的市镇（或旧市镇、城区）包括：讷夫梅尼勒、北圣雷米、维约梅尼勒、博福尔、桑布尔河畔布西耶尔、利蒙方丹、卢夫鲁瓦勒。
欧蒙的时区为UTC+01:00、UTC+02:00（夏令时）。

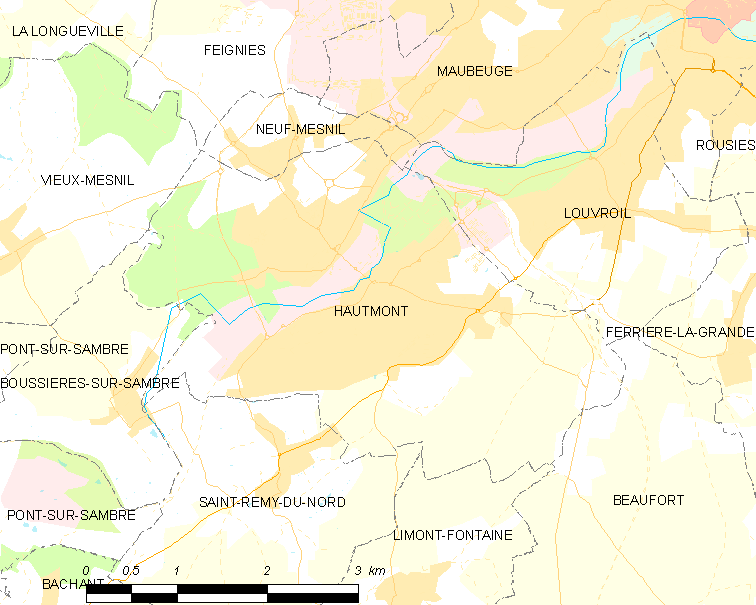
欧蒙的OSM定位图

## 行政
欧蒙的邮政编码为59330，INSEE市镇编码为59291。

## 政治
欧蒙所属的省级选区为埃尔普河畔阿韦讷县。

## 交通
莫伯日多条公交线路经过境内，欧蒙站开行直达里尔、瓦朗謝訥、热蒙等地的列车。

## 人口

1962-2008年间欧蒙人口变化图示

欧蒙于2022年1月1日时的人口数量为14197人。